# Синакатепек
Синакатепе́к (исп. Zinacatepec) — муниципалитет в Мексике, входит в штат Пуэбла. Административный центр — Сан-Себастьян-Синакатепек.

## История
Город основан в 1895 году.

## География
Муниципалитет Синакатепек расположен на юго-востоке долины Теуакан, как раз там, где возвышаются предгорья Сьерра-Негра-де-Теуакан, которая является частью одной геоморфологической единицы с Сьерра-де-Зонголика. Оба горных хребта составляют юго-восточную оконечность неовулканической оси. Граничит на севере с муниципалитетом Аджалпан, на юго-востоке - с Кокскатланом; на юго-западе - с Сан-Хосе-Миауатланом и на северо-западе с Альтепекси. Занимает площадь 86,76 км². Рельеф имеет склон, который поднимается на восток в сторону Серро Колорадо, который является частью Сьерра-Негра. Территория является частью бассейна Папалоапан и пересекается в западной части рекой Теуакан. Климат характерен для долины Теуакан, теплый с умеренными осадками. Юго-восточная часть муниципалитета является частью биосферного заповедника Теуакан-Куикатлан.

## Экономика
Экономика города Синакатепек основана на сельском хозяйстве, животноводстве и текстильной промышленности. Пахотные поля в основном используются для производства кукурузы, томатов, кабачков, лука, сапоты и в меньшей степени сахарного тростника. В сфере животноводства разводятся свиньи, крупный рогатый скот и некоторые виды домашней птицы для продажи молока, яиц и мяса.